# 侯可儀
侯可儀，清朝政治人物。江蘇金匱縣人。
侯可儀為副榜教習出身。乾隆三十三年（1768年）十二月，出任湖南永順府龍山縣知縣。